# The BlueBirds
The BlueBirds is een Nederlandse countrygroep gevormd door zangeressen Rachèl Louise, Krystl en Elske DeWall. De groep ontstond in 2017 toen de drie vrouwen elkaar vonden in hun gemeenschappelijke passie voor americana. Gezamenlijk treden ze op met covers van bekende americana- en countrynummers, alsmede ook met eigen geschreven nummers.

## Geschiedenis
De formatie werd als gelegenheidsgroep opgericht in het voorjaar van 2017 op initiatief van Elske DeWall en Krystl. De derde zangeres Rachèl Louise werd op inspraak van laatstgenoemde bij het project betrokken. In de maanden die volgden werd een single opgenomen en uitgebracht. Daarnaast werd er een band samengesteld voor een kleine tournee langs diverse theaters, waarin de groep een mix speelde van country en americana liedjes, plus eigen werk.  De eerste single Nothing On Me werd op 29 september 2017 uitgebracht. Begin 2018 volgde een tweede single getiteld Famous en ging de groep optreden binnen het clubcircuit. Op 21 september van dat jaar brachten The BlueBirds hun eerste album Sisters uit, een plaat die ze in eigen beheer opnamen en uitbrachten. Eind 2020 besloot Elske DeWall The BlueBirds te verlaten om zo weer tijd te maken van haar solocarrière. Vanaf 2021 werd de groep een collectief, waarin Krystl en Rachèl Louise de leiding namen als vaste ‘Birds’. In deze vorm namen Krystl en Rachèl Louise vervolgens het album Great Big World op. Hierop kregen ze hulp van verschillende Nederlandse, vrouwelijke artiesten als Hadewych Minis, Leonie Meijer, Yori Swart, Birgit Schuurman, Lorrèn, Kris Berry, Stephanie Struijk, Elkse DeWall en Janne Schra. Een uniek concept, want niet eerder schreven in Nederland alleen maar vrouwen een album vol. Afwisselend vergezeld door guest-Birds gingen The BlueBirds in 2021 en 2022 wederom op tournee.

## Discografie

### Albums
| Album met eventuele hitnotering(en) in de Nederlandse Album Top 100 | Datum van verschijnen | Datum van binnenkomst | Hoogste positie | Aantal weken | Opmerkingen |
| ------------------------------------------------------------------- | --------------------- | --------------------- | --------------- | ------------ | ----------- |
| Sisters                                                             | 2018                  |                       |                 |              |             |

### Singles
| Single met eventuele hitnotering(en) in de Nederlandse Top 40 | Datum van verschijnen | Datum van binnenkomst | Hoogste positie | Aantal weken | Opmerkingen |
| ------------------------------------------------------------- | --------------------- | --------------------- | --------------- | ------------ | ----------- |
| Nothing On Me                                                 | 2017                  |                       |                 |              |             |
| Single Ladies                                                 | 2018                  |                       |                 |              |             |
| Born In The USA                                               | 2018                  |                       |                 |              |             |
| Money                                                         | 2018                  |                       |                 |              |             |
| Til I Find Someone                                            | 2018                  |                       |                 |              |             |